# Pajaro (Kalifornija)
Pajaro je naseljeno područje za statističke svrhe u američkoj saveznoj državi Kalifornija. Prema popisu stanovništva iz 2010. u njemu je živjelo 3.070 stanovnika.